# Modesto Fossas Pi
Modesto Fossas y Pi (Barcelona, 1834-Barcelona, 1904) fue un arquitecto, urbanista y político español.

## Biografía
Nació el 30 de junio de 1834 en Barcelona, siguió la carrera de maestro de obras y fue recibido como arquitecto por la Real Academia de Nobles Artes de San Fernando en 10 de agosto de 1860.  En 1855 había sido nombrado director de Caminos vecinales y tomó en igual fecha el título de agrimensor.
En 1877 fue elegido socio de la Económica Barcelonesa de Amigos del País y académico correspondiente de la de San Fernando en el año siguiente. Fue presidente de la Asociación de Arquitectos de Cataluña. En 1879 fue nombrado hijo adoptivo de Vic, en calidad de gerente de la Sociedad Fossas y C.ª, que llevó a dicha ciudad las aguas llamadas de Monallots. Fue arquitecto de la Sociedad de seguros mutuos contra incendios de Vic desde 1861, habiendo sido en tal concepto jefe de la compañía de bomberos durante los cuatro primeros años de su constitución, y en 1884 director-presidente del Monte pío provincial de Barcelona, protector de la clase obrera.
Publicó un Tratado de policía y obras públicas urbanas y fue presidente de la subcomisión para estudiar y emitir dictamen sobre la evacuación de inmundicias y saneamiento del subsuelo de Barcelona, emitido en 1886. Fossas Pi, políticamente conservador, llegó a ser teniente de alcalde del Ayuntamiento de Barcelona. Falleció el 25 de octubre de 1904 y fue enterrado en el cementerio del Este.

## Publicaciones
- Tratado de policía y obras públicas urbanas en el concepto de su legislación antigua y moderna (1872).[a]
- Estudios de un proyecto de ley de expropiación forzosa, ocupación temporal y servidumbre de interés público (1878).[1]
- Cartuja de Montalegre. Memoria descriptiva (1884).[b]